# HMS Theseus (1786)
Pour les autres navires du même nom, voir HMS Theseus.
Le HMS Theseus, était un navire de ligne de troisième rang de classe Culloden possédant 74 canons. Appartenant à la Royal Navy, il fut utilisé du 25 septembre 1786 à 1814.
Il participa aux batailles de Santa Cruz de Ténérife (1797) sous le commandement de Horatio Nelson, d'Aboukir (1798) sous Ralph Willett Miller et de l'île d'Aix (1809).